# 2006 UL321
2006 UL321, também escrito como 2006 UL321, é um corpo menor que está localizado no disco disperso, uma região do Sistema Solar. Ele possui uma magnitude absoluta de 7,6 e tem um diâmetro estimado de cerca de 133 km.

## Descoberta
2006 UL321 foi descoberto no dia 19 de outubro de 2006.

## Órbita
A órbita de 2006 UL321 tem uma excentricidade de 0,910 e possui um semieixo maior de 261 UA. O seu periélio leva o mesmo a uma distância de 23,494 UA em relação ao Sol e seu afélio a 498 UA.